# Wald (Baden-Württemberg)
Wald település Németországban, azon belül Baden-Württembergben. Lakosainak száma 2837 fő (2023. december 31.). Wald Meßkirch és Sauldorf községekkel határos.

## Népesség
A település népessége az elmúlt években az alábbi módon változott:
| Lakosok száma | 2225 | 2422 | 2414 | 2559 | 2484 | 2729 | 2749 | 2781 | 2580 | 2837 |
|               | 1961 | 1967 | 1974 | 1980 | 1987 | 1993 | 2000 | 2006 | 2013 | 2023 |